# 유상수

유상수(1973년 8월 28일 ~ )는 대한민국의 전 축구 선수였다.

## 축구인 경력

### 선수 경력
1996년 부천 SK에 입단하여 안양 LG 치타스를 거쳐 전남 드래곤즈로 이적하였다. 당시 전남 수비진에서 핵심적인 역할인 스위퍼에서 활약하며 전남의 수비를 이끌었고 풀백 등 타 포지션도 곧잘 소화하였다. 전남에서 리그 107경기에 출전한 후 계약 기간이 만료되어 팀을 떠났다.
2008년 서울 유나이티드에 입단하여 잠시 활약하였다. 

## 감독 경력
2014년 울산 현대 축구단에 코치로 부임하였다가 2014년 11월 고려대학교 여자 축구부 감독에 선임했다. 
현재는 HR그룹에서 운영하는 독립구단 하이루트FC (HR FC)의 감독이다.

### 수상 내역
- 2003.12 프로축구 연간 베스트11
- 2004.12 프로축구 연간 베스트11
- 2011.08 대통령금배 코치상
- 2014.12 내셔널 리그 최우수 코치상
- 2015.09 화천 추계한국여자축구연맹전 감독상
- 2016.03 춘계 한국여자축구연맹전 감독상
- 2016.05 여왕기전국여자축구선수권 감독상
- 2016.08 전국여자축구선수권 감독상
- 2016.09 화천 추계한국여자축구연맹전 감독상
- 2016.10 전국체전 금메달
- 2020.08 대한축구협회장배 전국 고등학교축구대회 우수감독상